# Якубенко Микита Олександрович
Микита Олександрович Якубенко (нар. 15 жовтня 2000, Донецьк, Україна) — український футболіст, воротар «Маріуполь».

## Життєпис
Народився в Донецьку. У ДЮФЛУ виступав за «Олімпік-УОР» (Донецьк), «Олімпію-Азовсталь» (Маріуполь), МФК «Миколаїв» та «Авангард» (Краматорськ).
На початку березня 2019 року перейшов до молодіжної команди «Авангарда». Наприкінці лютого 2020 року поповнив новостворений «Авангарду-2», який заявився для участі у всеукраїнських професіональних змаганнях. У дорослому футболі дебютував за «Авангард-2» 4 вересня 2019 року в програному (0:3) виїзному поєдинку 7-го туру групи Б Другої ліги України проти сімферопольської «Таврії». Микита вийшов на поле в стартовому складі та відіграв увесь матч. За першу команду «Авангарду» дебютував 23 листопада 2019 року в програному (1:3) виїзному поєдинку 19-го туру Першій лізі України проти одеського «Чорноморця». Якубенко вийшов на поле на 90-й хвилині, замінивши Артура Денчука.